# Teucrium canadense
Teucrium canadense, comummente conhecido como germander-do-Canadá, é uma erva perene da família Lamiaceae. É nativa da América do Norte, onde é encontrada em todos os estados contíguos dos Estados Unidos e em boa parte do Canadá.